# Отуке (язык)
Отуке (Louxiru, Otuke, Otuque, Otuqui) — мёртвый индейский язык, относящийся к группе бороро языковой семьи макро-же, на котором раньше говорил народ с одноимённым названием, проживающий в низменностях в Западной Боливии и в штате Мату-Гросу в Бразилии. Язык похож на бороро, а также на языки (разновидности бороро) коварека, куруминака, коравека (кураве), куруканека и тапии (все вымерли).